# Анфилоджино Гуаризи
Анфилоджино Гуаризи (на португалски: Anfilogino Guarisi) е бивш бразилски футболист, нападател.

## Кариера
Гуаризи започва кариерата си в Португеза, където президент е баща му Мануел Аугусто Маркеш.
През 1925 г. се премества в Паулистано, където играе заедно с легендарната фигура Артур Фриденрайх. През същата година, в приятелски мач срещу Франция в Европа, той вкарва един от головете, а мачът завършва с победа 7:2.
На 6 декември 1925 г. той играе за Бразилия срещу Парагвай. Този мач завършва с победа за „селесасо“ 5:2. Той е част от бразилския отбор, който завършва на второ място в южноамериканския шампионат през 1925 г.
С Паулистано печели „Кампеонато Паулиста“ от 1926 г. (когато е голмайстор с 16 гола), 1927 и 1929 г.
Той очаква да отиде на Световното първенство по футбол през 1930 г. в Уругвай, но сериозно недоразумение между футболните лиги на Рио де Жанейро и Сао Пауло прави така, че само играчи от Рио отиват на турнира. Гуаризи, Фриденрайх и други футболисти от Сао Пауло не заминават за Уругвай. Единственият играч от Сао Пауло, който получава разрешение за Световното първенство е Аракен Патушка, който води дело със своя клуб Сантош.
През 1931 г. Гуаризи преминава в Лацио. С „бианкочелести“ той играе заедно с други италиански бразилци - Нинао, Октавио Фантони и Нижиньо. Този отбор на Лацио е известен като „Бразилацио“.
През 1934 г. Гуаризи, като син на майка италианка, има право на италианско гражданство и е избран за състава за Световната купа през 1934 г., като по този начин става първият играч, роден в Бразилия, който печели Световната купа. В единствената квалификация, която Италия играе (срещу Гърция), Гуаризи вкарва първия гол за „скуадра адзура“ в квалификации за световното първенство.
Той се завръща в Коринтианс и печели „Кампеонато Паулиста“ от 1937 г. Последната му титла „Паулиста“ е с „Палестра Италия“ (днешният Палмейрас).

## Отличия

### Отборни
Паулистано
- Щат Сао Пауло: 1926, 1927, 1929

Коринтианс
- Щат Сао Пауло:: 1929, 1930, 1937, 1938, 1939

Португеза Сантиста
- Щат Сао Пауло: 1940

### Международни
Италия
- Световно първенство по футбол: 1934
- Купа на Централна Европа по футбол: 1933/35

### Индивидуални
- Голмайстор на щат Сао Пауло: 1926